# Weilalgebra
Termen "Weilalgebra" används även ibland om en ändligdimensionell reell lokal Artinsk ring.
Inom matematiken är Weilalgebran av en Liealgebra g, introducerad av Cartan (1951) baserat på ett opublicerat arbete av André Weil, en differentiell graderad algebra som ges av Koszulalgebran Λ(g*)⊗S(g*) av dess dual g*.